# Pierhead Building
El Pierhead Building o Edificio Pierhead (en galés: Adeilad y Pierhead) es un edificio histórico situado en la Bahía de Cardiff, Gales, Reino Unido, que alberga la sede de la Asamblea Nacional de Gales y un museo de historia. Es uno de los monumentos más importantes de la ciudad de Cardiff y se construyó en 1897 para que fuera la nueva sede de la Bute Dock Company.
El reloj del edificio se conoce popularmente como el Baby Big Ben ("Pequeño Big Ben") o Big Ben of Wales ("Big Ben de Gales"). El Pierhead Building es parte de los terrenos de la Asamblea Nacional de Gales, que también contiene el Senedd y Ty Hywel.

## Historia
Este edificio fue construido en 1897 y diseñado por el arquitecto inglés William Frame. Era el sustituto de la anterior sede de la Bute Dock Company, que se destruyó en un incendio en 1892. El mentor de Frame fue William Burges, con quien trabajó Frame en la reconstrucción del Castillo de Cardiff y del Castell Coch hasta la muerte de Burges en 1881.

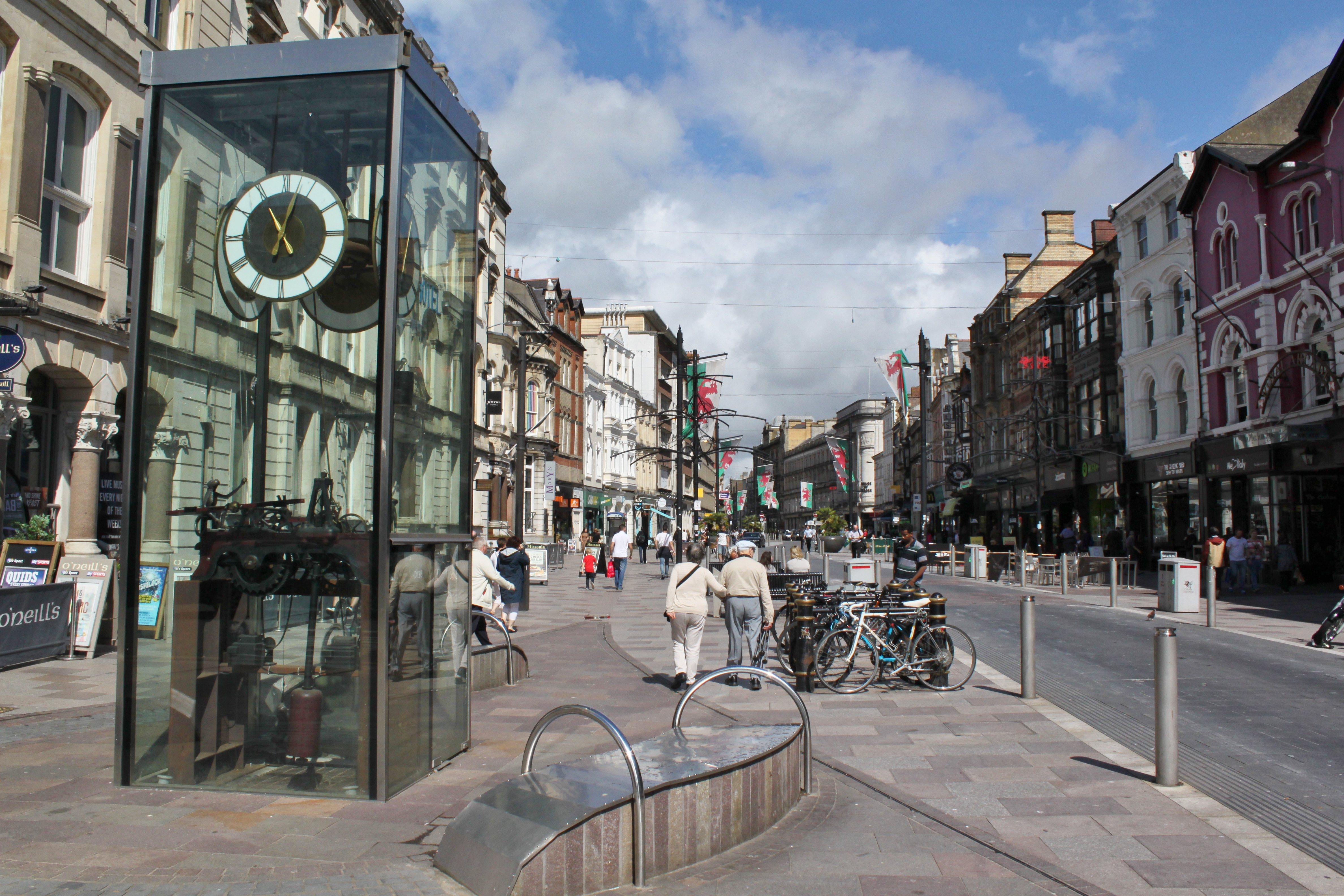
El mecanismo original del reloj en St Mary Street

La Bute Dock Company se renombró Cardiff Railway Company ("Empresa de los Ferrocarriles de Cardiff") en 1897. En la fachada del edificio hay un escudo con el lema de la empresa, wrth ddŵr a thân ("de fuego y agua"), que rodea los elementos que producen la energía de vapor, que transformó Gales.
El Pierhead se transformó en las oficinas administrativas del Puerto de Cardiff en 1947.
El mecanismo original del reloj, de William Potts & Sons de Leeds, se retiró y se sustituyó con un motor eléctrico. En 1973 y fue subastado por British Rail y vendido a un coleccionista americano. Volvió a Cardiff en 2005 y en 2011 fue restaurado por Smith of Derby Group, transformado por la artista Marianne Forrest e instalado en el centro de Cardiff como pieza de arte contemporáneo.

## Arquitectura
Incorporando características de los estilos gótico francés y renacentista, el Pierhead luce detalles como chimeneas hexagonales, frisos tallados, gárgolas, y una torre del reloj muy decorada y prominente. Su exterior está acabado en bloques de terracota vidriada suministrados a finales del siglo XIX por JC Edwards & Co de Acrefair, Wrexham (considerados en un tiempo uno de los productores de terracota más exitosos del mundo). Estos rasgos, junto con el papel decisivo del Pierhead en el desarrollo del puerto, Cardiff y la industria de Gales, le permitieron alcanzar la catalogación de monumento clasificado de Grado I.
| Vistas del Pierhead Building - Fachada oeste. - Detalle de un panel de terracota. - Detalle de una gárgola de terracota con forma de dragón. - Fachada posterior (lado norte). - Detalle de la entrada principal. |
| --- |

## Reapertura

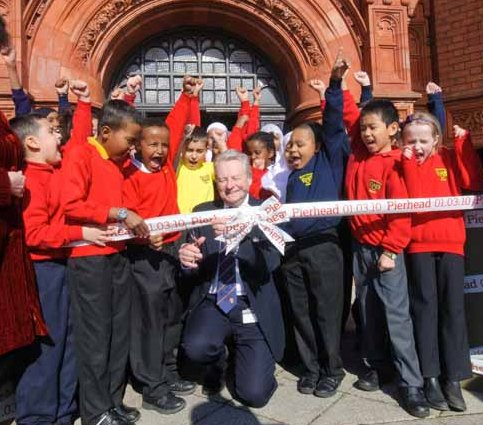
La reapertura del Pierhead Building en 2010 por Dafydd Elis-Thomas, entonces Presidente de la Asamblea Nacional.

El edificio fue reabierto en mayo de 2001 con el nombre The Assembly at the Pierhead, un centro cultural y de visitantes de la Asamblea Nacional. La exposición informaba a los visitantes sobre la Asamblea Nacional.
El 1 de marzo de 2010, el edificio reabrió de nuevo al público como un museo de la historia de Gales. Alberga varias salas de exposiciones y proyecciones sobre la historia de Gales y espacios que funcionan como soporte para el debate público o para eventos patrocinados por la asamblea, donde las personas pueden expresar sus opiniones sobre lo que sucede en el cercano edificio de la Asamblea Nacional.
Entre los objetos expuestos están la bitácora original y la brújula del barco Terra Nova, y la carta que mandó el Príncipe de Gales Owain Glyndŵr a Carlos VI de Francia en 1406 sobre la independencia de Gales. Otra sección del museo es la exposición audiovisual de los "héroes de Gales," personas que han hecho importantes contribuciones a la identidad cultural y política de Gales, como el antiguo primer ministro David Lloyd George, el diseñador de moda Laura Ashley y el jugador y comentarista de rugby Ray Gravell.
Las películas y exposiciones exploran la historia de la bahía de Cardiff desde el Neolítico hasta la actualidad y muestran como las exportaciones de hierro y carbón hicieron de Cardiff uno de los puertos más importantes del mundo. Describen el impacto de la llegada del ferrocarril en 1841, lo que significó que se podían transportar bienes en una hora tan lejos como se podía hacer antes en un mes mediante el sistema de canales. También ilustran cómo, tras la crisis causada por la importante disminución de la demanda de carbón en la década de 1920, y su decadencia como puerto de contenedores desde la década de 1950, la bahía de Cardiff entró en una época difícil, que acabó con su regeneración a finales del siglo.

## Referencias

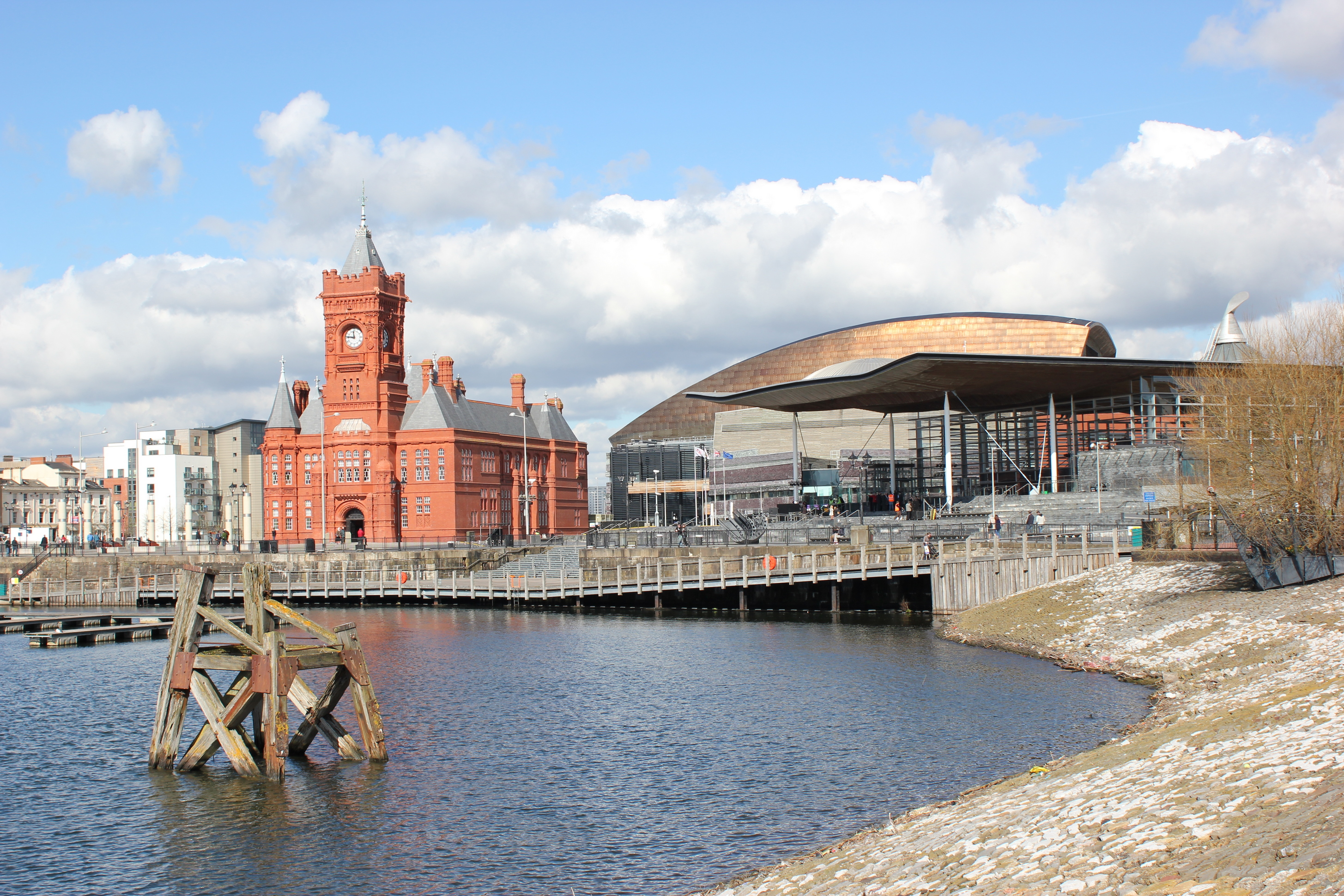
El Pierhead Building en la Bahía de Cardiff, con el Senedd a la derecha y el Wales Millennium Centre al fondo.